# Cuco Sánchez
José del Refugio Sánchez Saldaña (Altamira, 3 de mayo de 1921-Ciudad de México, 5 de octubre de 2000), conocido como Cuco Sánchez, fue un cantautor y actor mexicano.

## Biografía y carrera

### Primeros años
José del Refugio Sánchez Saldaña nació el 3 de mayo de 1921 en Altamira, Tamaulipas, siendo hijo del capitán primero pagador del ejército mexicano, José del Refugio Sánchez Herros y Felipa Saldaña Cabello. Poco tiempo después, nació Enrique, su único hermano. Debido a su carrera militar, su padre decidió ir al norte a enlistarse con el general Álvaro Obregón, abandonando a su familia. Ante esto, su madre llevó a sus hijos a vivir a Santiago Tulyehualco, Ciudad de México, donde compraron chivas y vacas para subsistir. De este modo, José se convirtió en pastor para apoyar a la economía familiar.[cita requerida]

### Trayectoria musical
Cuando aprendió a escribir, comenzó a redactar ideas muy completas y poéticas, y al poco tiempo descubrió su capacidad y facilidad para desarrollar melodías que acompañaran sus escritos. Con intenciones de compartir sus capacidades artísticas, solía frecuentar las instalaciones de la XEW-AM con esperanzas de ser escuchado, pero sus primeros intentos fueron vanos, ya que ni siquiera consiguió que le permitieran entrar al edificio.[cita requerida] No fue sino hasta que conoció a Alonso Sordo Noriega, fundador de la emisora, que consiguió una oportunidad de entrar para conversar con algunos intérpretes. Fue así como consiguió que le grabaran algunas canciones. 
Más adelante, en un programa de radio Mil, no se presentó un cantante, por lo que Paco Malgesto le sugirió que cantara. Desde esta primera presentación, logró una gran aceptación del público. Inició su carrera artística en 1937 adoptando el nombre de Cuco Sánchez, pero fue en 1939 cuando su canción «Mi chata» lo lanzó al estrellato. Compuso más de 200 canciones, varias de ellas para el cine.

## Muerte
El 5 de octubre de 2000, Sánchez falleció a los 79 años de edad en Ciudad de México.

## Composiciones
- Fallaste corazón
- Qué rechulo es querer
- Yo también soy mexicano
- Anillo de compromiso
- Anoche estuve llorando
- Grítenme piedras del campo
- Guitarras, lloren guitarras
- La chancla voladora
- Hasta luego
- La cama de piedra
- Cariño santo
- Mi gran amor
- Arrieros somos
- El mil amores
- La rosa de oro
- Qué manera de perder
- Si no te vas
- Siempre hace frío
- Te parto el alma
- La que sea
- Hacia la vida
- Tres corazones
- No me toquen ese vals
- Por quién me dejas

## Filmografía selecta

### Cine
- Socios para la aventura (1958)
- La Cucaracha (1959)
- Lástima de ropa (1962)
- El revólver sangriento (1965)
- Fallaste corazón (1968)
- Las chicas malas del padre Méndez (1970)

### Televisión
- Simplemente María (1989-1990)
- María Mercedes (1992-1993)
- Esmeralda (1997)